# Liste von Messern
In der Liste von Messern werden bekannte Messer, die in Serie gefertigt wurden, oder regional bekannte Varianten aufgeführt.  
Hinweise zur Liste: Unterscheidungshilfen zur Typologie finden sich in
- Liste von Messertypen und in
- Messer- und Dolchformen. Entsprechend sind weitere Typen in
- Liste von Dolchen auffindbar. Umfänglich ist der Überblick mit der
- Liste der Listen der Hieb-, Stich-, Schlag- und Stoßwaffen.

Bei manchen Messern oder Blankwaffen aus Serienproduktion sind Herstellerkennzeichen oder Beschlagmarken bekannt. Im Abschnitt Literatur finden sich Inhalte dazu, die teilweise online einsehbar sind.

## Übersicht von Bajonetten und Kampfmessern aus militärischer Verwendung
Hinweis: Wegen der geringen Artikelanzahl sind einige militärische Bajonette und Kampfmesser von Streitkräften noch in der hiesigen Liste von Messern geführt. 
- Bajonette und Seitenwehre
- Artillerie-Seitengewehr
- Aushilfsseitengewehr
- Bajonett
- B 2000
- Bayonet-Knife M6
- Bayonet-Knife M7

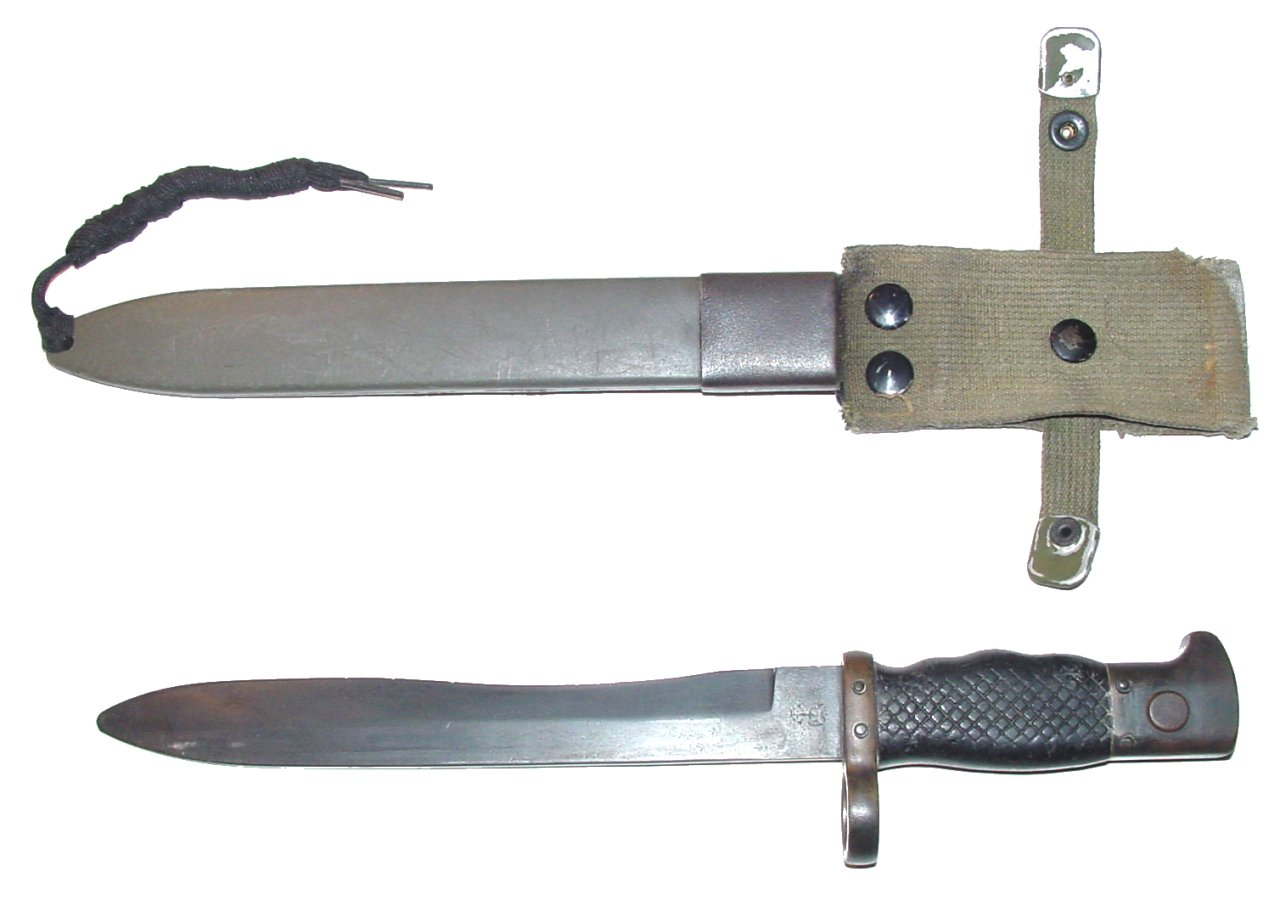
CETME Bajonett FR 8
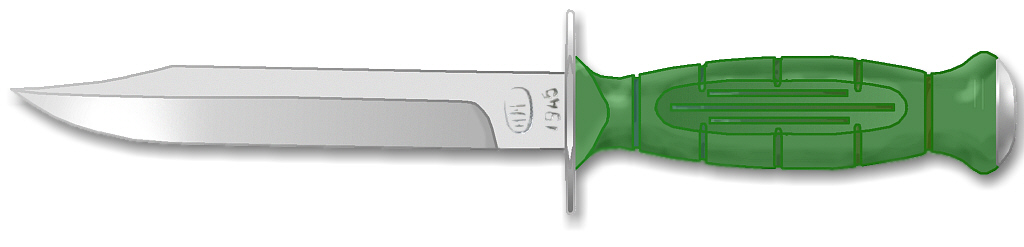
NR-43 (Kampfmesser)
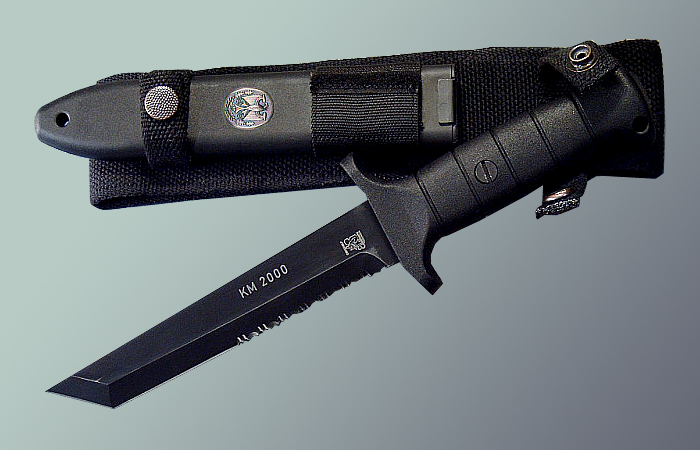
KM 2000
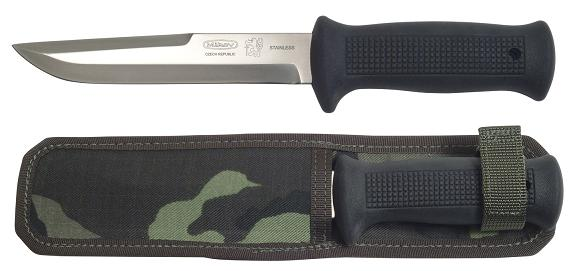
Uton vz. 75

- Glock Feldmesser
- M-9 Multipurpose Bayonet System
- Sangin
- Seitengewehr Modell 42
- Spundbajonett
- Typ-30-Bajonett
- AK-Bajonett

Die 
- Liste von Bajonetten gemäß den Kennblättern fremden Geräts D 50/1 ist eine Sonderliste zu Beutewaffen der Wehrmacht.

## Alphabetische Liste von Dolchen
- Feldmesser und Kampfmesser
- Advanced Combat Knife
- Arditidolch
- Clou français
- Couteau Poignard Mle 1916
- Dolchmesser Muster 1917
- Glock Feldmesser
- Grabendolch
- KA-BAR
- KM 2000
- Mark 1 (Grabendolch)
- NR-43 (Kampfmesser)
- Nóż wojskowy wz. 98
- Ontario Mark 3
- Poignard de tranchée Mle 1915
- Stormdolk
- U.S. M1917 (Grabendolch)
- Uton vz. 75

- CETME Bajonett FR 8
- NR-43 (Kampfmesser)
- KM 2000
- Uton vz. 75

## A
- Afran
- Aikuchi
- Aklo

## B
- Baali
- Bade-Bade
- Bajonett Lebel-Gewehr 1886/88 (modifiziert)
- Balisong
- Bali-Zeremonialmesser
- Bangkung
- Bank
- Bauernwehr
- Bebut
- Beimesser
- Bendo
- Betelnuss-Messer
- Bonney & Clark Double Loop Schlagringmesser
- Bowiemesser
- British Commando knife Mod. Middle east

## C
- Cayul
- Chindit Expedition Fighting-knife
- Collins Machete Modell 1005 M.K.-1

## D
- Dayak-Hiebmesser
- Degenbrecher
- Dolchmesser der Kuba
- Dolchmesser der Kusu, Tetela und Sungu

## E
- Everit Combat Commando Knuckle-knife

## F
- Fallmesser
- Faschinenmesser
- Faustmesser
- Feldmesser
- Fighting Knife 1 st Ranger Battalion
- Finnendolch
- Französischer Nagel

## G
- Grabenmesser
- Großes Messer

## H
- Häuptlingsmesser der Ngombe
- Hunga Munga
- Hospital Corps Bolo-knife 1904
- Hölzernes Wurfmesser der Dengese

## J
- Jang Do

## K
- KA-BAR
- Kalenderklinge
- Kambodscha-Reismesser → siehe Reismesser (Kambodscha)
- Kampfmesser
- Kampfmesser Mark I./M 1918
- Kampfmesser Lee-Enfield Bajonett Mod. 1888
- Karambit
- Khodmi
- Khoumija
- Khukuri
- Kipinga
- Kira
- KM2000
- Kommando Schlagringmesser BC 41
- Koreanisches Messer
- Kudi
- Kukriförmiges Hiebmesser
- Kultmesser der Konda
- Kultmesser der Kuba
- Kultmesser der Luba

## L
- Lajuk-Lajuk
- Luju Alang
- Luki (Messer)

## M
- Machete
- Matana
- Mercator Taschenmesser
- Messer
- Messer der Bende
- Messer der Danakil/Afar
- Messer der Kusu
- Messer der Momvu
- Messer der Ngbandi
- Messer der Pende mit versetzter Klinge
- Messerbajonett G98/K98 Demag
- Messer- und Dolchformen
- Messer und Kurzschwert der Ngbandi

## N
- Navaja
- New Zealand and Australian (ANZAC) commando fighting-knife
- New Zealand 28th Maori Battalion fighting-knife
- Ngigolio

## O
- O.S.S Collins Machete No.18
- O.S.S Knuckle-bow-drop-knife
- O.S.S Smatchet special operations knife

## P
- Peurawot
- Pichangatti
- Piha-Kaetta
- Piloten Klappmachete Zweiter Weltkrieg
- Pisau-Raut
- Piso Ni Datu

## R
- Raut
- Rawit
- Rawit Pengukir
- Reismesser (Kambodscha)
- Ringmesser der Mongo
- Ringmesser der Nuba
- Ringmesser der Turkana
- Robbins of Dudley Faustmesser
- Robbins of Dudley "Double Loop" Schlagringmesser
- Robbins of Dudley 3 finger Knuckle-duster-knife
- Robbins of Dudley Kampfmesser (gebogene/geflammte Klinge)
- Robbins of Dudley Kampfmesser (pilzförmiger Knauf)
- Robbins of Dudley Kampfmesser (Kurzschwert)
- Römische Schere

## S
- Sangut
- Sax
- Sax von Beagnoth
- Scheibendolch
- Scheibenmesser der Kuba und Yansi
- Scheibenmesser der Momvu
- Schlagmesser der Konda
- Schlagmesser der Kuba
- Schlagmesser der Ngandu
- Schlagmesser der Ngbandi
- Schlagmesser der Pende
- Schlagmesser der Poto
- Schlagmesser der Poto und Ngombe
- Schlagmesser der Yakoma
- Schlagring Kampfmesser (gezahnter Schlagring)
- Schnitzmesser der Mangbetu
- Sekin (Messer)
- Sekin (Machete)
- Sgian dubh
- Shafra
- Sichelmesser der Bandia
- Sichelmesser der Mangbetu
- Sichelmesser der Ngbandi
- Sichelmesser der Yakoma und Nsakara
- Siraui
- Springmesser
- Sultans-Messer
- Sumatra-Doppelmesser

## T
- Taylor Huff 1944 patent knuckle-knife
- Trench-knife M1917
- Trumbasch
- Tumbok Lada

## U
- Umuhoro
- U.S. Army's Model 1917 bolo
- U.S Bolo Knife M1910/17

## V
- Vogelkopfmesser der Fang und Kota

## W
- Wasp Knife
- Wedung
- Wurfmesser der Bangi und Mbanja
- Wurfeisen der Bagirmi
- Wurfeisen der Falli
- Wurfmesser
- Wurfmesser aus dem Ubangi-Uele-Gebiet
- Wurfmesser der Bagarrah
- Wurfmesser der Banda
- Wurfmesser der Bangi und Mbanja
- Wurfmesser der Banza-Staaten
- Wurfmesser der Banza und Zande
- Wurfmesser der Bumali
- Wurfmesser der Bwaka
- Wurfmesser der Gbaja
- Wurfmesser der Ingassana und Fundj
- Wurfmesser der Kapiski und Falli
- Wurfmesser der Kuba (vier Klingen)
- Wurfmesser der Margi und Falli
- Wurfmesser der Sengese und Matakam
- Wurfmesser der Zande
- WWI Clements Trench Knuckle-duster Knife

## Y
- Yoroi-dooshi

## Z
- Zeremonielles Umuhoro